# یورک (ایلینوی)
یورک (به انگلیسی: York) یک منطقهٔ مسکونی در ایالات متحده آمریکا است که در ایلینوی واقع شده‌است. یورک ۱۳۶٫۸۶ متر بالاتر از سطح دریا واقع شده‌است.